# Pusztai Ferenc (filmproducer)
Pusztai Ferenc (Budapest, 1971. január 1. –) magyar filmproducer, több elismert nagyjátékfilm és sorozat producere. Tagja az International Academy of Television Arts& Sciences-nek (EMMY), az Európai Filmakadémiának, az Európai Producer Klubnak, és az ACE Producer Networknek.

## Pályafutása
A 60. Cannes-i Filmfesztiválon beválogatták a ’Producers on the Move’ programjába, továbbá két egymást követő évben, 2010-ben és 2011-ben is elnyerte az év producere díjat a Magyar Filmszemlén.
Projektjei megannyi "A" kategóriás filmfesztiválon szerepeltek, Cannes-tól Torontón át Tokióig, és számos "A" kategóriás fesztiváldíjat nyertek, többek között Pál Adrienn című filmje a Cannesi Filmfesztiválon a FIPRESCI-díjat, a Szabadesés című filmmel elnyerte a zsűri különdíjával járó Kristály Glóbuszt, a rendező pedig a legjobb rendezés díját a Karlovy Vary Filmfesztivál hivatalos versenyében.
Pusztai Ferenc nagy figyelmet fordított koncepciókra már a fejlesztési szakaszban, így több projektjét és filmtervét meghívták nemzetközi vásárokra, koprodukciós- és pitchfórumokra, például Berlinbe, IFP No Borders-ba (New York), Cannes-ba és Sarajevóba. Ezeken túl filmterveivel díjakat nyert Szarajevóban, Torinóban, illetve Les Arcs-ban az Arte France díjat.
2017-ben Pusztait kinevezték a 10 országában működő Paprika Studios dráma tartalomért felelős vezetőjévé. Feladatai közé tartozott a Paprika Studios-ban a drámaosztály felállítása, a cég drámai tevékenységének, stratégiájának létrehozása.Ez idő alatt a Paprika Studios létrehozott 4 évadot A tanár című sorozatból Magyarországon az RTL számára, a Apatigrisből 2 évadot szintén az RTL számára, Szlovákiában elkészült A Tanár (Pan Professor) 4 évada és a  Šťastní Šťastní (Boldogság) első évada. Szlovéniánban sikeresen legyártották A Tanár első és a Telenovella első 2  évadját, a cseh piacon pedig létrehozták a A Tanár első évadát. 
2022-ben a KMH Filmmel együtt Pusztai Ferenc a Netflix presztízs sorozatának, a Fauda 4. évadának volt a magyarországi producere.
2023 májusában került bemutatásra a Marsra magyar! c. médiaintegrált drámasorozata, amely egy teljesen új aspektusból tekint a dráma-tartalomra. Pusztai Ferenc viziója volt, hogy egy dráma karakterei kilépve a sorozatból marketing és kommunikációs eszközként létezzenek a social media platformokon és különböző médiumokban. Ennek a megvalósítása a Telekom Magyarországgal közösen napjainkban is zajlik.

## Produceri nagyjátékfilmek
| év   | film címe                                 | rendező           |
| ---- | ----------------------------------------- | ----------------- |
| 2024 | Kegyelem                                  | Dömötör Tamás     |
| 2023 | Ring                                      | Adir Miller       |
| 2022 | Zenith                                    | György Kristóf    |
| 2019 | Szép Csendben!                            | Nagy Zoltán       |
| 2018 | Az Úr hangja                              | Pálfi György      |
| 2018 | Remélem legközelebb sikerül meghalnod :-) | Schwechtje Mihály |
| 2018 | Lajkó                                     | Lengyel Balázs    |
| 2017 | Out                                       | Kristőf György    |
| 2016 | A Kút                                     | Gigor Attila      |
| 2015 | Weekend                                   | Mátyássy Áron     |
| 2014 | Szabadesés                                | Pálfi György      |
| 2014 | Utóélet                                   | Zomborácz Virág   |
| 2012 | Drága besúgott barátaim                   | Cserhalmi Sára    |
| 2011 | The Other side of the sleep               | Rebecca Daly      |
| 2010 | Pál Adrienn                               | Kocsis Ágnes      |
| 2010 | Czukor Show                               | Dömötör Tamás     |
| 2010 | Team building                             | Almási Réka       |
| 2010 | Four more years                           | Tova Magnusson    |
| 2008 | 7 minutes in heaven                       | Omri Givon        |
| 2008 | A nyomozó                                 | Gigor Attila      |
| 2006 | Friss levegő                              | Kocsis Ágnes      |

## Sorozatok
| év        | sorozat címe   | rendező                         |
| --------- | -------------- | ------------------------------- |
| 2025      | BigBakShow     | Végh Zsolt                      |
| 2022–2024 | Marsra magyar! | Végh Zsolt, Kálmánchelyi Zoltán |
| 2022      | Berlin Blues   | Ram Nehari                      |
| 2022      | Fauda          | Omri Givon                      |
| 2020      | Apatigris      | Herczeg Attila                  |
| 2019      | Ízig-vérig     | Herendi Gábor, Szilágyi Fanni   |
| 2018–2022 | A tanár        | Dömötör Tamás                   |

### Vezető producer
| év        | film címe      | ország       |
| --------- | -------------- | ------------ |
| 2021      | Love Island    | Szlovákia    |
| 2019–2021 | Pan Professor  | Szlovénia    |
| 2020–2021 | Telenovela     | Szlovénia    |
| 2021      | Šťastní Šťastn | Szlovákia    |
| 2020      | A tanár        | Magyarország |